# Trox sonorae
Trox sonorae là một loài bọ cánh cứng trong họ Trogidae.

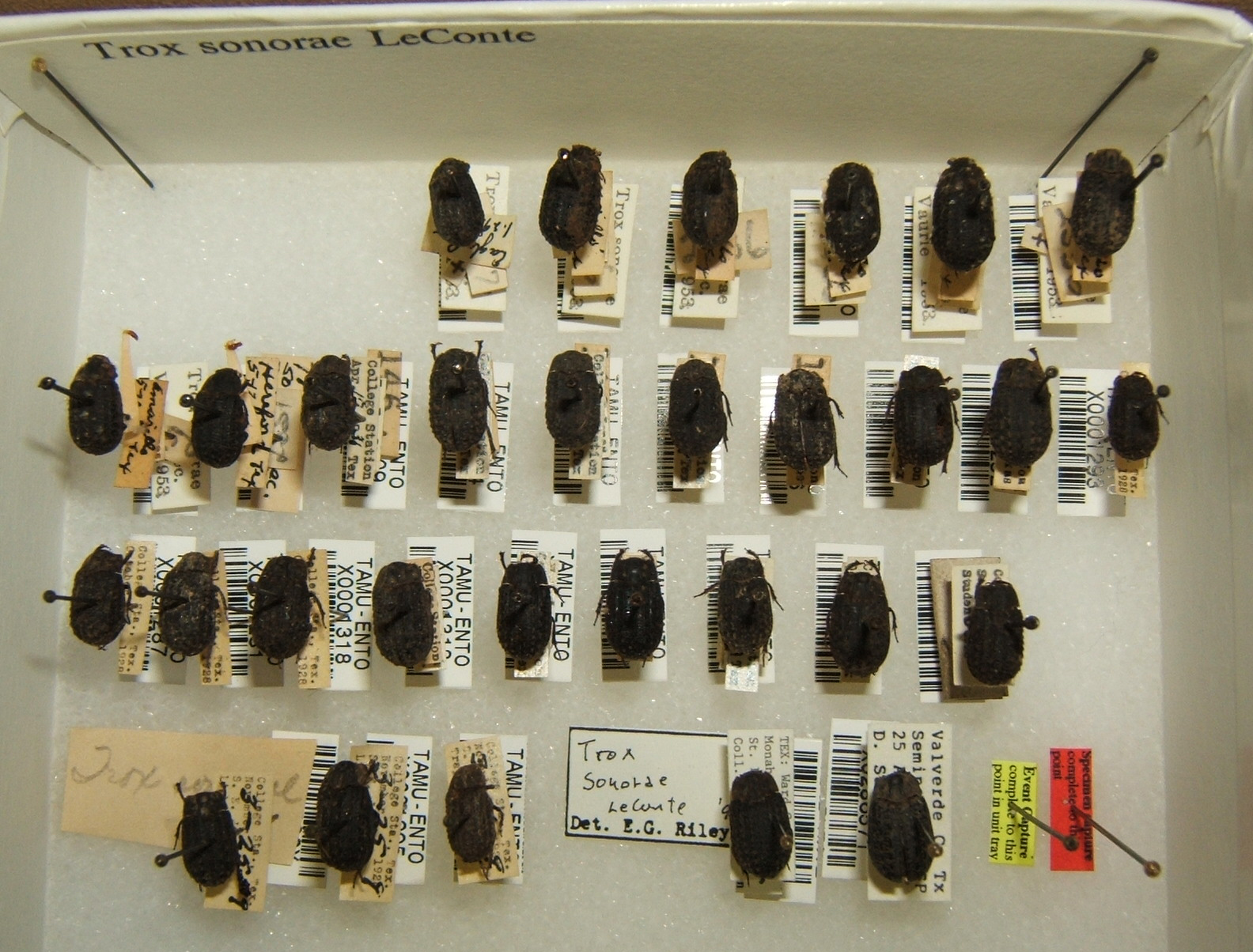
Trox sonorae variation